# Jorge Añez
Jorge R. Añez – wenezuelski zapaśnik. Srebrny medal na igrzyskach panamerykańskich w 1983. Zdobył pięć brązowych medali na igrzyskach igrzysk Ameryki Środkowej i Karaibów w latach 1982-1990. Mistrz igrzysk boliwaryjskich w 1989, Trzeci na mistrzostwach Ameryki Centralnej w 1990 roku.